# 沙赫尔巴拉兹
沙赫尔巴拉兹（波斯語：شهربراز，羅馬化：Shahrbaraz，也写作Shahrvaraz或Shahrwaraz，？—630年6月9日），是萨珊王朝的将领，在霍斯劳二世（590年－628年在位）手下担任斯帕巴德，是602年－628年拜占庭－薩珊戰爭中的主要指挥官之一，曾率军围攻君士坦丁堡。后他于630年发动政变篡位，杀害了年幼的阿尔达希尔三世，自己称王，但仅40天后就被贵族所谋杀。

## 姓名问题
沙赫尔巴拉兹（Shahrbaraz）实际上是个称号或头衔，字面意思是“帝国的野猪”，野猪是祆教中的战争与胜利之神乌鲁斯拉格纳的化身，这一称号表现了他灵活的指挥艺术和好战的性格。Shahrwarāz（巴列维铭文： štlwlʾc）是中古波斯语词，shahr意为“国家”，warāz意为“野猪”。这个词在现代波斯语中写作Shahrbarāz，拜占庭记载中写作希腊语的，或拉丁语的。菲尔多西在《列王纪》中用缩写形式Gurāz（波斯语：شهربراز）来称呼他，这个词来自中古波斯语词warāz。 
据穆斯林历史学家塔巴里的记载，沙赫尔巴拉兹的本名叫法鲁汉（转写：Farrukhān）。这个名字在古亚美尼亚语记载中写作Khoream，在《列王纪》中写作，转写Farāyīn。在这一波斯史诗中，沙赫尔巴拉兹的事迹被安在两个角色的身上：篡位者Farayin和支持巴赫拉姆六世叛乱的Shahran-Guraz。
亚美尼亚史料也用Razmyozan（又写作Razmiozan，Erazmiozan，Razmayuzan）称呼他。其他记载中，这个称呼又被写作Rasmiozdan，Rasmiozar（古格鲁吉亚语记载），rsmysa（阿拉伯语：رسميسة，读法不确定），Rōmēzān，Rūmīzān，Rumbūzān（塔巴里的记载）等形式。 

## 早年生活
沙赫尔巴拉兹出身伊朗七大家族中的米赫兰家族，父亲名叫阿尔达希尔。成年后，他加入萨珊军队，逐渐升任高级职务，被任命为东南的斯帕巴德。他迎娶霍斯劳二世的姐妹米赫兰（Mirhran），育有一子，名叫沙普尔·伊沙赫尔瓦拉兹。他还有另一个不能确定生母的儿子，名叫尼克塔斯。 

## 与拜占庭帝国作战
在霍斯劳二世发动的长达26年的新一轮，也是最后一轮罗马－波斯战争中，沙赫尔巴拉兹得到重用。战争初期，霍斯劳二世与沙赫尔巴拉斯及其他将领一起于604年攻占了达拉和埃德萨。591年，霍斯劳二世曾把萨珊亚美尼亚的大部分、美索不达米亚的一部分和高加索伊比利亚的西半部割给拜占庭人，现在，这些土地全部被波斯人收复，拜占庭人被赶回旧边界。收复失地之后，霍斯劳二世将战事交给包括沙赫尔巴拉兹在内的将领们。拜占庭方面，希拉克略，一个可能拥有阿尔萨息王朝血统的亚美尼亚人于610年发动叛乱，打败并处死了福卡斯皇帝而登上宝座。他于613年向包围叙利亚首府安条克的萨珊军队发动进攻，沙赫尔巴拉兹击败了他，拜占庭军队损失惨重，安条克城也随即陷落，这使得波斯海军可以进入地中海。

611年至624年間的拜占庭－薩珊戰爭情勢圖

战败的希拉克略和他的兄弟狄奥多尔、堂兄尼刻塔斯在叙利亚重新集结部队，但再次被沙赫尔巴拉兹击败，波斯军乘胜攻占了大马士革，俘虏许多拜占庭士兵。沙赫尔巴拉兹还击败了德拉附近的一支拜占庭军队，这在《古兰经》中有所提及。随后他进军巴勒斯坦地区，在血腥的围攻后攻占圣城耶路撒冷，带着真十字架等圣物凯旋而归。
618年，霍斯劳二世命令沙赫尔巴拉兹入侵埃及，到619年，拜占庭埃及的首府亚历山大里亚在一年的围城战后沦陷。之后，沙赫尔巴拉兹沿尼罗河向南进军。到621年，埃及已完全被萨珊王朝控制，国君派遣沙赫拉兰约赞担任埃及总督。
622年，希拉克略在安纳托利亚发动反击。沙赫尔巴拉兹被派去与其作战，但被他击败。
624年，希拉克略获得初步胜利后，向高加索阿尔巴尼亚进军并在那里过冬。霍斯劳二世命令沙赫尔巴拉兹、沙欣·瓦赫曼扎德甘、沙赫拉普拉坎三位将领前去消灭敌军。他们本各有任务，但有传言称沙欣击败了拜占庭军队，这使得剩下二人嫉妒他的成功，命令部队快速进军以分享胜利果实。而希拉克略在提格拉诺刻尔特与其中两人作战，各个击破了沙欣和沙赫拉普拉坎的部队。这次胜利后，希拉克略渡过阿拉斯河，在平原上扎营。沙欣和和沙赫拉普拉坎的残军投奔沙赫尔巴拉兹，继续追赶希拉克略，但沼泽减慢了他们的行军速度。沙赫尔巴拉兹在阿吉希奥维特将军队分为两部分，派出约6,000名士兵去伏击希拉克略，其余部队则留在原地。625年2月，希拉克略夜袭萨珊主营，拜占庭军大获全胜，沙赫尔巴拉兹仅以身免。
希拉克略的部队之后在凡湖以北过冬。625年开春，他的部队开始进军，短短7天之内，他绕过亚拉拉特山，沿穆拉特河行军200英里，占领了底格里斯河上游的两个重要堡垒阿米达（今迪亚巴克尔）和马蒂罗波利斯（今锡尔万）。沙赫尔巴拉兹继续追赶希拉克略，据阿拉伯记载，他在巴特曼河被击败，但拜占庭记载没有提及这一事件。双方在阿达纳附近的塞伊汉河边相遇，两军隔河对峙，中间有一座桥。拜占庭军发动冲锋，波斯军佯败，将拜占庭军引向伏兵，希拉克略的先锋队在几分钟之内被击败；但波斯军忽视了据守桥梁，使得希拉克略带领拜占庭的后军继续进攻，他视萨珊人的箭雨为无物，最终击败了波斯军。沙赫尔巴拉兹向手下的一个希腊人叛徒表达了对希拉克略的钦佩：“看你的皇帝！他毫不惧怕飞箭和长矛！”随后的撒鲁斯战役中拜占庭军再次获胜，战斗之后，拜占庭军在特拉布宗过冬。

## 围攻君士坦丁堡
霍斯劳二世试图发动反击以挽回局势，命令沙赫尔巴拉兹带着一部分军队穿过希拉克略的侧翼，横过整个小亚细亚，直达位于君士坦丁堡对岸的迦克墩，以之为基地进攻君士坦丁堡。波斯国君与阿瓦尔人的可汗进行了商议，以便从欧洲和亚洲两方面对君士坦丁堡发动协调的进攻。阿瓦尔人从欧洲一侧进军君士坦丁堡，摧毁了瓦伦斯水道桥。但由于拜占庭海军控制了博斯普鲁斯海峡，萨珊军队无法到达欧洲一侧协助他们的盟友。萨珊军擅长攻城，但在亚洲一侧也无用武之地。拜占庭海军还阻碍了萨珊军和阿瓦尔人的交流，不过两军还是有一定的通信往来。

君士坦丁堡及周边地区的地图

8月7日，一支萨珊舰队试图运送士兵横渡博斯普鲁斯海峡，但被拜占庭的船只包围并摧毁。阿瓦尔人的斯拉夫人仆从军试图跨过金角湾攻击城市的海墙，而阿瓦尔人的主力则向陆墙攻击。拜占庭将军博努斯的舰队撞击并摧毁了斯拉夫人的船只，8月6日至7日，阿瓦尔人的地面攻击也失败了。随后消息传来，拜占庭军决定性地击败了守卫波斯本部的萨珊将领沙欣，阿瓦尔人闻讯便在两天内撤回巴尔干腹地。尽管沙赫尔巴拉兹的军队仍驻扎在迦克墩，他也不再能威胁君士坦丁堡了。
霍斯劳二世闻讯非常失望，差人送信给沙赫尔巴拉兹的副手卡尔达里甘，命令他杀死沙赫尔巴拉兹并将军队带回泰西封，但信使在加拉太被拜占庭士兵拦截，信到了君士坦丁堡摄政君士坦丁三世的手里，君士坦丁三世又将信交给了希拉克略。看完信后，他提出在君士坦丁堡举行会面，向沙赫尔巴拉兹展示这封信。沙赫尔巴拉兹接受了他的提议，知晓信的内容后，便暗中与希拉克略联合。以为了确保卡尔达里甘和其他部下对他的忠诚，沙赫尔巴拉兹篡改了信件的内容，向军队宣布霍斯劳二世命令他杀死400名军官。
沙赫尔巴拉兹随后将其军队带到叙利亚北部，开始保持中立，不服从霍斯劳二世的命令。这使得希拉克略入侵波斯的压力大大减小，同时也确保了他的侧翼安全。

## 废黜霍斯勞二世
627年，霍斯劳二世再次致信沙赫尔巴拉兹，命令他回到泰西封。沙赫尔巴拉兹拒绝这一命令并率军到亚述斯坦（泰西封以南），在Ardashir Khurrah扎营。霍斯劳派遣法鲁赫扎德与他谈判，但法鲁赫扎德暗中与沙赫尔巴拉兹达成联合。
一年后，萨珊王朝的贵族对与战争和霍斯劳二世的压迫政策感到厌倦，他们释放了被囚禁的霍斯勞的儿子谢罗埃。这些贵族包括：代表米赫兰家族的沙赫尔巴拉兹本人；代表伊斯帕布德罕家族的斯帕巴德法鲁赫·荷姆茲和他的两个儿子罗斯塔姆·法鲁赫扎德和法鲁赫扎德（即谈判者）；出自巴格拉提德家族的瓦拉兹提罗特斯二世所代表的亚美尼亚派系；还有卡纳朗（阿巴沙尔省统治者）。2月，谢罗埃与禁卫军指挥官阿斯帕德·古什纳斯普发动政变，控制了泰西封，把霍斯劳二世关进监狱。谢罗埃于2月25日宣布自己为萨珊王朝的君主，称喀瓦德二世。他处决了他的所有兄弟，包括霍斯劳二世最宠爱的儿子马尔达沙，三天后，他命令处决父亲。在萨珊贵族的同意下，喀瓦德二世与拜占庭皇帝希拉克略签订合约，拜占庭人夺回了所有失去的领土，救回被俘的士兵，得到一笔赔款，并收回被波斯人抢走的真十字架和其他圣物。
之后萨珊王朝逐渐陷入困境，贵族开始在帝国内部割据，分散了国家的资源。西部各省爆发了毁灭性的瘟疫，杀死了一半的人口，水坝和运河被遗弃，喀瓦德二世也在瘟疫中丧生，他的未成年的儿子阿尔达希尔三世继位。

## 篡位

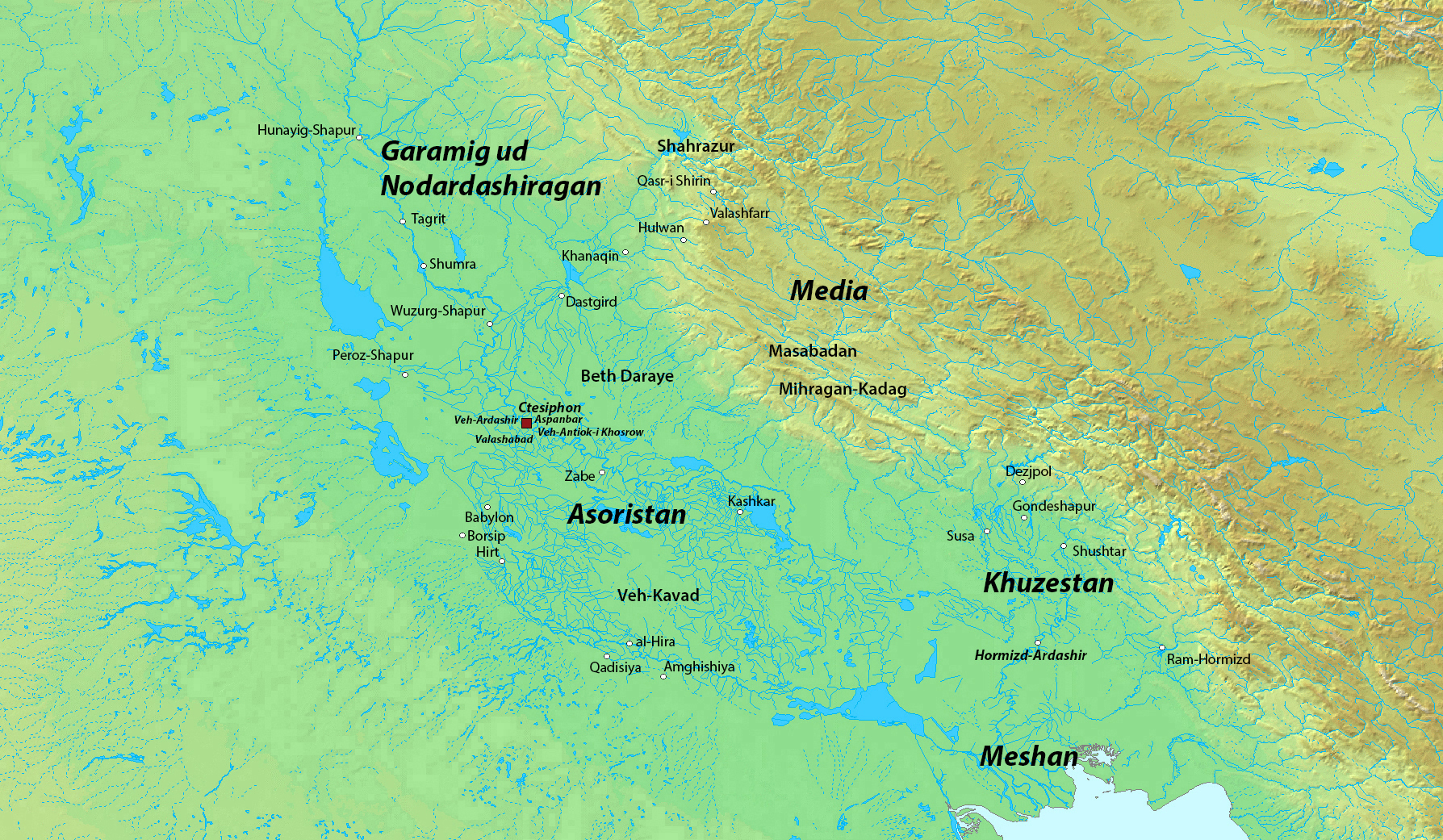
萨珊王朝治下的美索不达米亚及其周围地区的地图

喀瓦德二世死后，希拉克略送给沙赫尔巴拉兹一封信。
|  | 萨珊国君已经死了，王位现在属于你，我把它许给你和你的子孙。如果你需要军队，我会尽可能地支持你。 |

随后，沙赫尔巴拉兹于630年4月27日带领6,000军队包围了泰西封。他的军力略显不足，无法破城，于是他与前帝国首相皮魯茲·霍斯勞以及东南的斯帕巴德，他的继任者纳姆达尔·古什纳斯普结盟。在这两个有力的人物的帮助下，他攻占了泰西封，并与许多萨珊贵族，包括小国王的首席大臣马赫阿德胡尔·古什纳斯普在内一起处决了阿尔达希尔三世。随后登上王位。他的老部下卡尔达里甘试图与他对抗，很快被杀。
希拉克略指定沙赫尔巴拉兹信仰基督教的儿子尼克塔斯为萨珊王朝的继承人，企图使萨珊帝国基督教化。在他短暂的统治中，沙赫尔巴拉兹将前财政长官亚兹德恩和其子沙姆塔钉死在马尔加的琐罗亚斯达寺庙里，据记载，这是由于后者在霍斯劳二世统治期间曾侮辱沙赫尔巴拉兹。四十天后，630年的6月9日，在一个仪式上，贵族法鲁赫·荷姆茲投掷标枪，刺杀了沙赫尔巴拉兹，并将其家族灭族。喀瓦德二世的妹妹孛蘭被拥立为新王。

## 身后事
沙赫尔巴拉兹死后没过多久，孛蘭被废黜，自称他儿子的沙普尔·伊沙赫尔瓦拉兹登位，但他没有得到贵族的支持，很快又被废黜。他的另一个儿子尼克塔斯投奔拜占庭帝国，进入军队服役，后来在著名的雅尔穆克战役中成为拜占庭军的一位指挥官。 
死后，一系列传说故事围绕沙赫尔巴拉兹而展开。在伊斯兰时代，他的事迹转化为乌玛·伊本·努曼（Umar ibn al-Numan）和他的儿子们的传奇故事，该传说进入了《一千零一夜》，还影响了后来著名的拜占庭史诗《狄革内斯·阿克里塔斯》。

## 资料来源
- Dodgeon, Michael H.; Greatrex, Geoffrey; Lieu, Samuel N. C. . Routledge. 2002a  [2020-09-12]. ISBN 0-415-00342-3. （原始内容存档于2020-07-19）.
- Dodgeon, Michael H.; Greatrex, Geoffrey; Lieu, Samuel N. C., , Routledge, 2002b  [2022-01-07], ISBN 0-415-00342-3, （原始内容存档于2021-05-12）.
- Howard-Johnston, James. . Ashgate Publishing. 2006  [2020-07-16]. ISBN 0-86078-992-6. （原始内容存档于2020-07-16）.
- Kaegi, Walter Emil, , Cambridge University Press, 2003  [2020-07-16], ISBN 0-521-81459-6, （原始内容存档于2020-07-16）
- Martindale, John R.; Jones, A. H. M.; Morris, John, , Cambridge University Press, 1992, ISBN 0-521-20160-8.
- Norwich, John Julius, , Vintage Books, 1997  [2020-09-12], ISBN 0-679-77269-3, （原始内容存档于2020-07-19）.
- Olster, David Michael, , A.M. Hakkert, 1993
- Oman, Charles, , Macmillan, 1893  [2022-01-07], （原始内容存档于2021-05-12）.
- Pourshariati, Parvaneh. . London and New York: I.B. Tauris. 2008  [2020-09-12]. ISBN 978-1-84511-645-3. （原始内容存档于2020-07-16）.
- Shapur Shahbazi, A. . . 2005  [2014-01-04]. （原始内容存档于2017-11-17）.
- Treadgold, Warren T., , Stanford University Press, 1997  [2020-09-12], ISBN 0-8047-2630-2, （原始内容存档于2020-07-19）.
- Morony, Michael G. . Gorgias Press LLC. 2005 [1984]  [2020-07-16]. ISBN 978-1-59333-315-7. （原始内容存档于2020-07-16）.
- Jalalipour, Saeid. . Sasanika. 2014  [2020-07-16]. （原始内容存档于2021-05-12）.
- Crawford, Peter. . Pen and Sword. 2013: 1–240  [2020-09-12]. ISBN 978-1473828650. （原始内容存档于2020-07-16）.
- Shahbazi, A. Shapur. . : 588–599. 1990  [2020-07-16]. （原始内容存档于2020-08-05）. |article=和|title=只需其一 (帮助)
- Payne, Richard E. . Univ of California Press. 2015: 1–320  [2020-09-12]. ISBN 9780520961531. （原始内容存档于2020-07-16）.

## 延伸阅读
- Howard-Johnston, James. . . 2010  [2013-02-23]. （原始内容存档于2013-05-17）.

| 沙赫尔巴拉兹 米赫兰家族出生于：？逝世於：630年6月9日 | 沙赫尔巴拉兹 米赫兰家族出生于：？逝世於：630年6月9日 | 沙赫尔巴拉兹 米赫兰家族出生于：？逝世於：630年6月9日 |
| 統治者頭銜                                           | 統治者頭銜                                           | 統治者頭銜                                           |
| ---------------------------------------------------- | ---------------------------------------------------- | ---------------------------------------------------- |
| 前任者： 阿尔达希尔三世                              | 伊朗人與非伊朗人的萬王之王 630年4月27日-6月9日       | 繼任者： 孛蘭（泰西封） 霍斯勞三世（呼羅珊）         |